# 椚神社
椚神社（くぬぎじんじゃ）は、奈良県奈良市にある神社である。神木として櫟の木を祀っている。

## 概要
神社の周囲は、現在は肘塚(かいのつか)町と呼ばれるが、古くは椚(くぬぎ)町と呼ばれた。明治16年合併前の旧肘塚町の南に位置し、「椚木町 十三ヶ寺の下」と「奈良曝」に記されたように、南都十三ヶ寺の地子がかけられた。
肘塚町と同様、肘塚村内に形成された町の一つで、「大乗院寺社雑事記」では長禄2年（1458年）11月2日の条に、「カヰノツカノ郷事者、依守神木(クノキ)所役皆免ノ在所也」との記述があり、神木を守る役が肘塚郷にあったとみられ、町名、神社もこれに関連するものと考えられる。
また「奈良坊目拙解」では、南都南口惣門がこの地にあり、その傍らにクヌギの大樹があったのが地名の由来とも記されている。同書では「椚」に「モンノ」と振仮名が打たれている。
寛文初年以前の作成になる奈良絵図(東大寺図書館蔵)では、奈良町南端に「くのき道」との記述はみられるが、町名は認められない。

## 空海伝承
空海（弘法大師）が大柳生から奈良へ来た際に、この地で休息し、出立にあたり櫟の杖を挿して置いていかれたものが芽を出し、神木となったという。一説には杖は春日明神の杖であったとも伝わる。椚大明神と呼ばれ、この椚を切ると罰が当たると言われている。文政年間に一度枯れて植え替えられ、現在は3代目の神木にあたるとされる。